# Крячок каліфорнійський
Крячок каліфорнійський (Thalasseus elegans) — морський птах родини крячкових (Sternidae). Цей птах гніздиться щільними колоніями на тихоокеанському узбережжі півдня США і Мексики, на зиму мігрує до Перу, Еквадора і Чилі.